# José Ignacio de Sanjinés
José Ignacio de Sanjinés Barriga (Potosí, Imperio español; 1786-Sucre, Bolivia; 15 de agosto de 1868) fue un abogado, escritor, poeta y legislador boliviano conocido por haber escrito la letra del Himno Nacional de Bolivia.

## Biografía
Nació en Potosí, y en su juventud se fue a Chuquisaca (actual Sucre). En 1812 se tituló como abogado en la Universidad Mayor Real y Pontificia San Francisco Xavier de Chuquisaca, fue diputado y representante nacional de Potosí en la Asamblea Deliberante y Constituyente de 1825 y 1826, cuando Bolivia se convirtió en un país independiente. En tal carácter firmó la Declaración de la Independencia y la primera Constitución boliviana.
Falleció en Sucre en el año 1868.[cita requerida]

## Estudios
Al concluir sus primeros estudios en su ciudad natal, se trasladó a Sucre, con el fin de proseguir estudios superiores en la Universidad Pontífice de San Francisco de Xavier, donde se graduó como Abogado en 1812.

## Vida Profesional

### Escritor
Fue literato y autor de la letra del Himno Nacional de Bolivia, alternó su vida pública entre el profesorado de instrucción primaria, secundaria y la magistratura nacional. Siendo Diputado y representante nacional por Potosí, ocupó los más altos puestos y cargos en importantes ramas del servicio gubernamental. En la presidencia de Bolívar, fue Secretario de Estado, no por ello abandonó la poesía y la composición, más al contrario en su estilo denota la inspiración que tiene en el triunfo de la independencia.

### Político
Diputado representante a la Asamblea Deliberante y Constituyente de 1825 y 1826, por Potosí donde lleva su firma en el Acta de Independencia de las Provincias Unidas del Alto Perú y la Primera Carta Fundamental del Estado. Este proyecto le fue encomendado al Libertador Simón Bolívar. En la primera Asamblea instalada el 9 de noviembre de 1825, ejerció como Secretario de la Diputación Permanente.
El l0 de julio de 1825, se elegía a 48 diputados por las provincias de La Paz, Santa Cruz, Potosí, Chuquisaca y Cochabamba. En vista que la Asamblea no se instaló en Oruro como estaba previsto, lo hizo en el salón de la Universidad de Chuquisaca con 39 presentes, entre los que se encontraba José Ignacio Sanjinés como uno de los voceros defensores de la independencia que, al pronunciarse por la independencia justificaba: "...considerando que la adhesión al Perú o Argentina haría luego difícil la separación, y que, en cambio, si el ensayo del estado propio no tenía éxito podía buscarse a una de las otras soluciones".
Esta posición fue apoyada por su colega potosino Isidoro Trujillo que, expresó una opinión favorable a la nueva República con una cláusula constitucional que permitiera la federación con países vecinos. En igual forma manifestó su apoyo Casimiro Olañeta. Después de largas sesiones deliberativas el diputado José Mariano Serrano, otro de los voceros defensores de la independencia a manera de resumen argumentó: "Insisto en que el Alto Perú tiene todas las condiciones para ser un país soberano... Más adelante negó que fuesen convenientes o posibles unos Estados Unidos del Perú y reprochaba a este país su constitución con un Legislativo unicamaral y el Ejecutivo impotente".

### Educador
Durante mucho tiempo estuvo como educador en el Colegio Nacional Pichincha, institución educativa que fue fundada por Simón Bolívar, y de este fue el segundo rector.